# Subregiones del Chocó

Subregiones del Chocó.

Subregiones es el nombre con el cual se conoce a las subdivisiones territoriales que conforman el departamento colombiano del Chocó. En total son 5 subregiones que no son relevantes en términos de gobierno, y que fueron creadas para facilitar la administración del departamento, en las que se agrupan los 31 municipios.
Las subregiones del Chocó son las siguientes:

## Subregiones
| Atrato                                                                                        | Darién | Pacífico Norte                |
| --------------------------------------------------------------------------------------------- | --- | ----------------------------- |
| El Atrato • Bagadó • Bojayá • El Carmen de Atrato • Quibdó • Río Quito • Lloró • Medio Atrato | Acandí • El Carmen del Darién • Nuevo Belén de Bajirá • Riosucio • Unguía                                                                                             | Bahía Solano • Juradó • Nuquí |
| Baudó                                                                                         | San Juan |                               |
| Alto Baudó • Bajo Baudó • Medio Baudó                                                         | Cantón de San Pablo • Cértegui • Condoto • Istmina • Litoral de San Juan • Medio San Juan • Nóvita • Río Iró • San José del Palmar • Sipí • Tadó • Unión Panamericana |                               |